# Зорянська сільська рада (Христинівський район)
Зо́рянська сільська́ ра́да — адміністративно-територіальна одиниця та орган місцевого самоврядування у Христинівському районі Черкаської області. Адміністративний центр — село Зоряне.

## Загальні відомості
- Населення ради: 254 особи (станом на 2001 рік)

## Населені пункти
Сільській раді були підпорядковані населені пункти:
- с. Зоряне

## Склад ради
Рада складалася з 12 депутатів та голови.
- Голова ради: Прус Ірина Вікторівна
- Секретар ради:

### Керівний склад попередніх скликань
| Прізвище, ім'я, по батькові | Основні відомості | Дата обрання | Дата звільнення |
| --------------------------- | --- | ------------ | --------------- |
| Галяс Іван Васильович       | Сільський голова, 1950 року народження, освіта середня спеціальна, безпартійний                                                | 26.03.2006   | 31.10.2010      |
| Галяс Іван Васильович       | Сільський голова, 1950 року народження, освіта середня спеціальна, безпартійний                                                | 31.10.2010   | 25.10.2015      |
| Прус Ірина Вікторівна       | Сільський голова, 1968 року народження, освіта загальна середня, член політичної партії Всеукраїнське об'єднання «Батьківщина» | 25.10.2015   |                 |

Примітка: таблиця складена за даними сайту Верховної Ради України та ЦВК

### Депутати VII скликання
За результатами місцевих виборів 2015 року:
- Кількісний склад ради: 12
- Кількість обраних: 9
- Кількість мандатів, що залишаються вакантними: 3

#### За суб'єктами висування
| Суб'єкт висування | Кількість обраних депутатів | %      |
| ----------------- | --------------------------- | ------ |
| Самовисування     | 9                           | 100.00 |

#### За округами
| № округу | Прізвище, ім'я, по батькові              | Ким висунуто                             | Дата нар.                                | Освіта                                   | Партійна приналежність                   | Відомості                                      |
| -------- | ---------------------------------------- | ---------------------------------------- | ---------------------------------------- | ---------------------------------------- | ---------------------------------------- | ---------------------------------------------- |
| 1        | Миронюк Світлана Дмитрівна               | Самовисування                            | 16.05.1970                               | загальна середня                         | безпартійна                              | Зорянська сільська рада, в.о.сільського голови |
| 2        | Прус Ігор Віталійович                    | Самовисування                            | 26.08.1988                               | вища                                     | безпартійний                             | тимчасово не працює                            |
| 3        | Миронюк Олександр Миколайович            | Самовисування                            | 11.02.1968                               | загальна середня                         | безпартійний                             | тимчасово не працює                            |
| 4        | Тонюк Марія Василівна                    | Самовисування                            | 20.02.1949                               | загальна середня                         | безпартійна                              | пенсіонер                                      |
| 5        | Байда Юрій Миколайович                   | Самовисування                            | 21.04.1966                               | загальна середня                         | безпартійний                             | тимчасово не працює                            |
| 6        | Шибінський Олександр Володимирович       | Самовисування                            | 30.03.1984                               | загальна середня                         | безпартійний                             | тимчасово не працює                            |
| 7        | Призначені повторні вибори на 27.12.2015 | Призначені повторні вибори на 27.12.2015 | Призначені повторні вибори на 27.12.2015 | Призначені повторні вибори на 27.12.2015 | Призначені повторні вибори на 27.12.2015 | Призначені повторні вибори на 27.12.2015       |
| 8        | Призначені повторні вибори на 27.12.2015 | Призначені повторні вибори на 27.12.2015 | Призначені повторні вибори на 27.12.2015 | Призначені повторні вибори на 27.12.2015 | Призначені повторні вибори на 27.12.2015 | Призначені повторні вибори на 27.12.2015       |
| 9        | Усова Галина Пилипівна                   | Самовисування                            | 12.09.1948                               | загальна середня                         | безпартійна                              | пенсіонер                                      |
| 10       | Призначені повторні вибори на 27.12.2015 | Призначені повторні вибори на 27.12.2015 | Призначені повторні вибори на 27.12.2015 | Призначені повторні вибори на 27.12.2015 | Призначені повторні вибори на 27.12.2015 | Призначені повторні вибори на 27.12.2015       |
| 11       | Шейнін Галина Іванівна                   | Самовисування                            | 25.06.1952                               | загальна середня                         | безпартійна                              | пенсіонер                                      |
| 12       | Маркович Меланія Іванівна                | Самовисування                            | 10.01.1967                               | загальна середня                         | безпартійна                              | пенсіонер                                      |

### Депутати VI скликання
За результатами місцевих виборів 2010 року депутатами ради стали:

#### За суб'єктами висування
| Суб'єкт висування            | Кількість обраних депутатів | %    |
| ---------------------------- | --------------------------- | ---- |
| Самовисування                | 6                           | 50   |
| Партія регіонів              | 4                           | 33,3 |
| Соціалістична партія України | 2                           | 16,7 |

#### За округами
| № округу                     | Прізвище, ім'я, по батькові          | Дата визнання обраним | Освіта  | Партійна приналежність                        | Відомості про обраного депутата          |
| ---------------------------- | ------------------------------------ | --------------------- | ------- | --------------------------------------------- | ---------------------------------------- |
| Партія регіонів              |                                      |                       |         |                                               |                                          |
| 5                            | Ляховський Сергій Вікторович         | 01.11.2010            | вища    | позапартійний                                 |                                          |
| 7                            | Байда Юрій Миколайович               | 01.11.2010            | вища    | позапартійний                                 |                                          |
| 10                           | Рябуха Ірина Василівна               | 01.11.2010            | середня | позапартійна                                  |                                          |
| 12                           | Миронюк Олександр Миколайович        | 01.11.2010            | середня | позапартійний                                 |                                          |
| Соціалістична партія України |                                      |                       |         |                                               |                                          |
| 8                            | Усов Василь Олександрович            | 01.11.2010            | середня | позапартійний                                 |                                          |
| 9                            | Висоцька Раїса Сильвестрівна         | 01.11.2010            | середня | член Соціалістичної партії України            | пенсіонер                                |
| Самовисування                |                                      |                       |         |                                               |                                          |
| 1                            | Мазур Анатолій Федорович             | 01.11.2010            | вища    | позапартійний                                 | тимчасово не працює                      |
| 2                            | Кабанюк Оксана Василівна             | 01.11.2010            | середня | позапартійна                                  |                                          |
| 3                            | Чаплювуцький Володимир Володимирович | 01.11.2010            | середня | член Всеукраїнського об'єднання «Батьківщина» |                                          |
| 4                            | Шибінський Олександр Володимирович   | 01.11.2010            | середня | позапартійний                                 |                                          |
| 6                            | Миронюк Світлана Дмитрівна           | 01.11.2010            | середня | позапартійна                                  | Сільськарада, секретар                   |
| 11                           | Мельник Олена Олександрівна          | 01.11.2010            | середня | позапартійна                                  | фельдшерсько-акушерський пункт, фельдшер |